# Procesy poznawcze
Procesy poznawcze – zbiór czynności podejmowanych w celu tworzenia i określania konkretnych struktur poznawczych za pomocą systemu poznawczego (umysłu), stanowiące jednocześnie podstawę procesu przetwarzania informacji, w ramach pracy układu nerwowego danego organizmu. Pojęcie to obecne jest w dziedzinie kognitywistyki i psychologii poznawczej.
Uruchomienie przez organizm procesu poznawczego świadczy nie tylko o potrzebie nabycia lub zmiany wiedzy na temat otaczającego go środowiska, otoczenia, w tym jego właściwościach, ale także o procesie kształtowania zachowań w określonym środowisku i odbierania informacji z otoczenia, ich przechowywania i przekształcania i wyprowadzaniu ich ponownie do otoczenia w postaci reakcji zachowania, określanych jako sprzężenie zwrotne.

## Informacje podstawowe
Wyrażenie „poznawcze” (ang. cognitive) odnosi się do filozoficznego pojęcia „poznanie” (ang. cognition), które dotyczy zdolności do posiadania wiedzy przez człowieka, zdolności poznawania rzeczywistości. Z perspektywy psychologicznej można określić to pojęcie jako po prostu zdolność organizmu do odbierania informacji z otoczenia, przetwarzania ich i wykorzystywania do kierowania własnym lub cudzym zachowaniem. Wyrażenie „procesy” natomiast odnosi się do procesualnego, dynamicznego charakteru opisywanych tutaj zagadnień.
Psychologia poznawcza i podejście poznawcze postulują, że wiedzę o rzeczywistości umysł tworzy nie poprzez bierne sumowanie danych otrzymywanych z narządów zmysłu i ich magazynowanie, lecz w sposób aktywny, jako pewnego rodzaju model, odwzorowując czy też reprezentując realne obiekty w jakiejś symbolicznej postaci struktur poznawczych. Struktury stanowią pewnego rodzaju porcję wiedzy, zaś mechanizmy ich tworzenia i modyfikowania – to właśnie procesy poznawcze.
Teoretycznie również i emocje można uznać za procesy przetwarzania informacji, a więc jako jakąś kategorię procesów poznawczych, jednakże zwykło się traktować sferę emocjonalną i sferę poznania oddzielnie. Procesy poznawcze, a w szerszym rozumieniu system poznawczy (umysł), nie są domeną wyłącznie ludzką, są raczej właściwością układu nerwowego taką samą, jak zdolność do wywoływania skurczów mięśni i poruszania się zwierząt. Niewątpliwie jednak świat zwierząt różni się pod względem rozwoju sprawności poszczególnych procesów poznawczych. Z tego powodu początkowo stosowano określenia w stylu „wyższe czynności psychiczne”, czy „wyższe czynności nerwowe”, które wprowadzono w nauce radzieckiej i przez pewien czas powszechnie stosowano także i w Polsce, kiedy psychologia poznawcza nie istniała, lub nie stanowiła jeszcze rozwiniętej dziedziny nauk psychologicznych (można spotkać taką terminologię w starych podręcznikach). Co prawda główną rolę w tworzeniu współczesnej wiedzy o procesach poznawczych ma psychologia, to jednak niezaprzeczalny wpływ wywierają także neurobiologia i neurologia. Wpływ ten jest dwustronny – teorie dotyczące procesów poznawczych opracowane na gruncie psychologii wpływają na rozwój tych dziedzin.

## Domeny poznawcze

### Kategorie procesów poznawczych

#### Elementarne procesy poznawcze
- uwaga
- percepcja
- pamięć
- kontrola poznawcza/funkcje wykonawcze

Niektórzy autorzy funkcje wykonawcze (ang. executive functions) – aktywność umysłową sterującą przebiegiem procesów poznawczych – proponują tłumaczyć jako funkcje „zarządcze”, co ma wierniej oddawać znaczenie tych funkcji, chociaż określenie „wykonawcze” już się właściwie w języku polskim przyjęło i to nie tylko w literaturze psychologicznej.
W niektórych podręcznikach można spotkać omówienie wyobraźni w podobny sposób, jak omówienie innych procesów poznawczych. Nie jest tam jednak do końca jasne, czy wyobraźnia jest elementarnym, czy złożonym procesem i czy jest w ogóle procesem. Inni autorzy zdają się traktować wyobraźnię bardziej niż zagadnienie związane z problematyką struktur, a nie procesów poznawczych, gdzie wyobrażenia rozumie się jako struktury – reprezentacje poznawcze.

#### Złożone procesy poznawcze
- myślenie
- język

Myślenie można opisać ogólnie jako zdolność umysłu do tworzenia symbolicznego modelu rzeczywistości, oraz do przeprowadzania przekształceń na tym modelu, zastępując tym samym realne działania. Można też wyróżnić węższe kategorie procesów złożonych, jakie mieszczą się w takiej definicji, jak np. rozwiązywanie problemów, abstrahowanie itd. Natomiast zagadnienie języka jest zagadnieniem interdyscyplinarnym – język nie jest wyłączną domeną psychologii, ale również lingwistyki, filologii, filozofii itd. Co więcej, zagadnienia dotyczące języka wiążą się zarówno z zagadnieniem struktur (słowa i znaczenia wyrażone w języku naturalnym mogą być przykładem reprezentacji poznawczych), jak i myślenia, oraz innych procesów poznawczych.

### Domeny umysłu według M. Lezak
Podręcznik neuropsychologii autorstwa Muriel Lezak, opisuje procesy poznawcze z innej perspektywy. Funkcjonowanie psychologiczne człowieka zostaje w nim przedstawione na czterech wymiarach, z których wymiar osobowościowo-emocjonalny zostanie tutaj pominięty:
- wymiar funkcji poznawczych (w oryg. cognition) – składa się z elementarnych i złożonych procesów poznawczych, takich jak percepcja, pamięć i myślenie oraz „funkcje ekspresyjne” – mówienie, pisanie, czytanie, funkcje konstrukcyjne i praksja.

- wymiar funkcji wykonawczych (w oryg. executive functions) – składa się z takich procesów inicjujących, monitorujących, modyfikujących i zakańczających jakąkolwiek aktywność; są to funkcje, które decydują nie o treści czynności, lecz czy w ogóle i kiedy będzie wykonywana.

- wymiar funkcji globalnych (w oryg. mental activity variables) – składa się z procesów, jakie ujawniają się w zachowaniu człowieka zawsze i wszędzie, charakteryzują się niezwykle dużą zmiennością i ich sprawność zależy m.in. od zmęczenia i nastroju. Do funkcji globalnych zalicza się procesy uwagi, szybkość psychomotoryczną, stan przytomności itd.

## Podział procesów poznawczych

### Percepcja
Percepcja odpowiada za odbieranie informacji z otoczenia. Jest związana z odrębnymi modalnościami zmysłowymi, a wówczas mówimy o percepcji wzrokowej, słuchowej, smakowej, węchowej, dotykowej, o zmyśle równowagi itd. Tradycyjnie percepcję dzieli się na dwa etapy:

#### Percepcja sensoryczna
Percepcja sensoryczna (ang. sensory reception) – wczesny proces biernej rejestracji informacji, „odzwierciedlenie bodźców w receptorach”, co jest utożsamiane z pierwszymi etapami przetwarzania informacji danej modalności zmysłowej w układzie nerwowym. Przykładowo, w zakresie percepcji wzrokowej, można tutaj wskazywać na występowanie w układzie nerwowym tzw. detektorów cech, a więc neuronów wybiórczo reagujących na linie o określonej orientacji przestrzennej itd.

#### Spostrzeganie
Spostrzeganie, czy też po prostu percepcja – późniejszy, aktywny proces, polegający na „interpretacji danych zmysłowych z wykorzystaniem wskazówek kontekstualnych, nastawienia i wcześniej nabytej wiedzy”. Proces spostrzegania prowadzi do powstania wrażenia - obrazu, który powstał na podstawie dostarczonych bodźców.
Wymienia się tutaj m.in. następujące zagadnienia:
- różnicowanie (ang. discrimination)
- rozpoznawanie (ang. recognition) – proces ten można po części zaliczyć także do zagadnień pamięci, jako że odnosi się do identyfikacji otrzymanych aktualnie danych zmysłowych z danymi już znajdującymi się w umyśle. Współcześnie wyróżnia się także szczegółowe nurty badawcze dotyczące np. rozpoznawania twarzy.
- kategoryzacja percepcyjna – proces ten można traktować także jako zagadnienie złożone, wymagające zarówno różnicowania, rozpoznawania, a także złożonych procesów poznawczych (abstrahowanie, tworzenie pojęć), jak i uczenia się (i z tej perspektywy można traktować ten proces jako zagadnienie pamięci – nabywanie wprawy, uczenie się różnicowania odrębnej kategorii bodźców)
- orientacja (ang. orientation):
– percepcja czasu, miejsca i własnej osoby. Pojęcie orientacji zastosowane w naukach medycznych – w języku polskim – w zakresie czasu i miejsca określane jest jako orientacja allopsychiczna, zaś orientacja co do osoby – jako autopsychiczna.
– orientacja przestrzenna (ang. spatial orientation), percepcja relacji przestrzennych – niekoniecznie musi być łatwa do uświadomienia i werbalizacji tak, jak ma to miejsce z orientacją czasu, miejsca i co do osoby. Zagadnienie bazuje m.in. na danych z zakresu neurobiologii (pokazujących, że mózg oddzielnie przetwarza informacje o tym, co postrzega i o tym, gdzie znajduje się to, co jest postrzegane[6]), jak i neuropsychologii (dokumentujących zachowanie człowieka wynikające z wybiórczego zaburzenia orientacji przestrzennej zarówno w zakresie percepcji, jak i aktywności konstrukcyjnej[7]).

### Uwaga
Uwaga odpowiada za selekcjonowanie informacji. Jest nierozerwalnie związana z procesami percepcji do tego stopnia, że w niektórych sytuacjach wygodnie jest traktować uwagę tak, jakby była procesem percepcyjnym. Warto wtedy wiedzieć, że istnieją w psychologii teorie późnej uwagi, w jakich mechanizm selekcji operuje nie na „wejściu” systemu poznawczego, ale na „wyjściu”, dokonując selekcji reakcji. Można wyróżnić dwie główne kategorie:

#### Mimowolna
Uwaga mimowolna (ang. bottom-up attention) – jest wyzwalana przez otoczenie i przykładem może być odruch orientacyjny.

#### Dowolna
Uwaga dowolna (ang. top-down attention) – jest uruchamiana przez organizm, wiąże się z podjęciem aktywności celowej, wolicjonalnej (przynajmniej w zakresie uwagi) i opisuje się ją poprzez następujące charakterystyki, traktowane niekiedy jako odrębne procesy (odrębne systemy uwagi, tzw.procesy uwagowe):
- selektywność uwagi (ang. focused/selective attention) – dotyczy selekcji informacji dostępnych w otoczeniu, zdolności do skupienia uwagi na jakimś jednym, wybranym aspekcie otoczenia, tj. nakierowania kanału uwagowego na selekcjonowanie konkretnych informacji. Niekiedy opisuje się to terminem nakierowania pola uwagi, czy zogniskowania (ang. focus) uwagi na bodźcu. Selektywność uwagi nie dotyczy wyłącznie percepcji, ale także złożonych procesów poznawczych. Selekcji podlegają nie tylko dane zmysłowe, ale również operacje myślenia.
- przedłużona koncentracja (ang. sustained attention) – dotyczy zdolności do utrzymywania uwagi (w sensie uwagi selektywnej) przez dłuższy czas na tym samym aspekcie otoczenia
- podzielność uwagi (ang. divided attention) – dotyczy możliwości nakierowania uwagi (w sensie uwagi selektywnej) na dwa aspekty otoczenia równocześnie, selekcjonowania informacji dwoma kanałami przetwarzania informacji w tej samej chwili (układ nerwowy przetwarza informacje w sposób równoległy, jednak to zagadnienie nie jest to tożsame z podzielnością uwagi)
- przerzutność uwagi (ang. alternating attention) – dotyczy zdolności przełączania uwagi (w sensie uwagi selektywnej) pomiędzy dwa aspekty otoczenia z jednego na drugi, kierując kanał uwagowy (czy też ogniskując uwagę) raz na jednym, raz na drugim. Zakłada się tutaj, że podzielność uwagi polegająca na faktycznym selekcjonowaniu przez więcej niż jeden kanał uwagowy, nie jest możliwa. Zagadnienie to obejmuje także szczególną sytuację, kiedy to uwaga musi być przełączana co chwila z jednego aspektu otoczenia na drugi i ponownie na ten pierwszy, czym można wytłumaczyć alternatywnie zagadnienia podzielności uwagi.
- czujność (ang. vigilance) – dotyczy oczekiwania na pojawienie się określonej informacji i ignorowania pozostałych informacji. Dane, na które podmiot oczekuje, można określić mianem sygnału, zaś dane ignorowane – jako szum.
- przeszukiwanie (ang. search) – dotyczy aktywnego poszukiwania określonej informacji pośród zbioru różnych informacji, zdolności do celowego i aktywnego wyselekcjonowania z otoczenia konkretnych danych. Podobnie jak w przypadku czujności, dane oczekiwane, poszukiwane, można określić jako sygnał, jednakże pozostałe, ignorowane dane określa się mianem dystraktorów – informacji przeszkadzających, czy też utrudniających odnalezienie sygnału.

### Pamięć
Pamięć jest zdolnością do przechowywania informacji i składają się na nią różne systemy i różne procesy. Wyróżnia się dwa główne systemy pamięci.
1. Pamięć deklaratywna/jawna (ang. declarative/explicit memory) – system pamięciowy, w jakim przechowywane informacje są łatwe do uświadomienia, łatwe do werbalizacji lub wizualizacji. Z perspektywy neurobiologicznej, ten system pamięciowy jest związany z funkcjonowaniem hipokampa – struktury znajdującej się w przyśrodkowej części płata skroniowego mózgu.
  - Pamięć sensoryczna (ang. sensory memory) – jest zjawiskiem bardziej percepcyjnym niż pamięciowym, związanym z rejestracją bodźca danej modalności; pamięć sensoryczna przechowuje niewielką ilość informacji w bardzo krótkim czasie.
– pamięć ikoniczna (ang. iconic memory) – związana z modalnością wzrokową
– pamięć echoiczna (ang. echoic memory) – związana z modalnością słuchową
  - Pamięć przemijająca – przechowuje niewielką ilość informacji przez krótki czas.
a) Pamięć krótkotrwała (ang. short-term memory, STM), pamięć natychmiastowa, bezpośrednia (ang. immediate memory); pamięć robocza, operacyjna (ang. working memory) – terminologia zależy od konkretnej teorii – dotyczy przechowywania niewielkiej ilości informacji werbalnych bądź niewerbalnych, jakie są aktualnie używane. Zapamiętywanie jest szybkie, przebiega automatycznie i nie wymaga wysiłku. Czas przechowywania wynosi kilkanaście sekund do kilku lub kilkunastu minut. System ten charakteryzuje się brakiem trwałości, wrażliwość na zapominanie jest duża, tj. informacje zapomniane znikają bezpowrotnie. Pojemność tego systemu określa tzw. magiczna liczba Millera 7+/-2. Teoria pamięci roboczej wiąże procesy pamięci z funkcjami wykonawczymi i uwagą.
b) Pamięć prospektywna (ang. prospective memory) – dotyczy odraczania reakcji, pamiętania o czymś, co ma być wykonane w przyszłości w określonym miejscu i czasie; stanowi jak gdyby połączenie pamięci epizodycznej i funkcji wykonawczych[4].
  - Pamięć długotrwała (ang. long-term memory, LTM) – dotyczy informacji zapamiętanych trwale, skonsolidowanych. W przypadku tego systemu mówi się także o tzw. fazach, procesach, lub czynnościach pamięciowych, a więc przede wszystkim o:
1) zapisywaniu informacji w pamięci (ang. encoding): zapamiętywaniu, kodowaniu
2) przechowywaniu informacji w pamięci (ang. storage)
3) wydobywaniu, przywoływaniu informacji z pamięci (ang. retrieval), co na język polski przekłada się jako „odtwarzanie”[2][8] lub „odpamiętywanie”[1], ale nigdy jako „przypominanie”, choć wydawało by się to bardziej intuicyjne. Termin „przypominanie” jest bowiem zarezerwowany dla pewnej klasy przywoływania informacji. Wyróżnia się przynajmniej dwie kategorie „odpamiętywania”:
3a) przypominanie (ang. recall) – aktywny proces samodzielnego uzyskania dostępu do danej informacji (ang. free recall – swobodne przypominanie) lub z pomocą jakiejś wskazówki, podpowiedzi (ang. cued recall – przypominanie z podpowiedzią). Przypominanie wymaga użycia specyficznych strategii przeszukiwania informacji w pamięci. Niektóre teorie wiążą te strategie z funkcjami wykonawczymi.
3b) rozpoznawanie (ang. recognition), lub pamięć rozpoznawcza (ang. recognition memory) – proces mniej obciążający system poznawczy w porównaniu do swobodnego przypominania, polegający na zidentyfikowaniu napływającej informacji z narządów zmysłu jako już znanej.
a) pamięć epizodyczna (ang. episodic memory) – dotyczy zdarzeń mających określone umiejscowienie w czasie i przestrzeni, osadzonych w kontekście autobiograficznym. Istnieją też teorie akcentujące relację jednostki w zapamiętywanych informacjach, łącząc zagadnienia pamięci epizodycznej i semantycznej, emocji i reprezentacji poznawczych w ramach tzw. pamięci autobiograficznej[9], niemniej jednak warto zauważyć, że z definicji pamięć epizodyczna musi być autobiograficzna, podczas gdy pamięć semantyczna nie musi.
– pamięć świeża (ang. recent memory) – pojęcie odnosi się do zawartości pamięci epizodycznej i określa wspomnienia z okresu minionej godziny, dnia, czy kilku tygodni. Prawdopodobnie najczęściej jest stosowane w medycynie w odniesieniu do badania zdolności do zapamiętywania nowych informacji, często niesłusznie utożsamiane z pojęciem „pamięci krótkotrwałej”
– pamięć dawna (ang. remote memory) – pojęcie odnosi się do zawartości pamięci epizodycznej i określa wspomnienia sięgające daleko wstecz, do okresu dzieciństwa, dawno dobrze utrwalone. Prawdopodobnie najczęściej jest stosowane w medycynie, w związku z pojęciem pamięci „świeżej”.
b) pamięć semantyczna (ang. semantic memory) – dotyczy faktów które nie mają wyraźnego osadzenia autobiograficznego, ogólnej wiedzy pozbawionej kontekstu; w węższym rozumieniu: znaczenie słów i zdań
c) pamięć kontekstualna (ang. contextual memory), pamięć źródła (ang. source memory) – dotyczy kontekstu nabywanych informacji, pamięci o tym, jak i gdzie przyswojono dane informacje (wówczas pamięć dotycząca treści owej informacji określana jest jako item memory, co trudno przetłumaczyć na język polski)
2. Pamięć niedeklaratywna/utajona/niejawna (ang. nondeclarative/implicite memory) – system pamięciowy, w jakim przechowywane informacje nie poddają się łatwo werbalizacji czy wizualizacji, ujawniają się raczej poprzez zachowanie i nie zawsze muszą być uświadamiane. Z perspektywy neurobiologii ten system charakteryzuje się tym, że nie jest związany z aktywnością hipokampa.
  - Pamięć proceduralna (ang. procedural memory), uczenie się umiejętności (ang. skill learning) i nawyków (ang. habit learning) – stopniowe nabywanie wprawy w jakiejś czynności, zarówno poznawczej, jak i związanej z kontrolą motoryczną, interakcją zmysłu równowagi i koordynacji wzrokowo-motorycznej, jak np. jazda na rowerze. Pamięć proceduralna niewątpliwie nie jest pamięcią ulotną, stąd też można ją przedstawiać jako pamięć długotrwałą.
  - Poprzedzanie, lub inaczej prymowanie, torowanie (ang. priming) – w zasadzie nie jest to system pamięci, ale raczej zjawisko, czy nawet procedura doświadczalna w badaniach psychologicznych, poprzez którą tworzona jest jakaś forma pamięci. Efekt poprzedzania to wpływ wcześniejszej ekspozycji bodźca na późniejszą aktywność z nim związaną.
Efekt poprzedzania można podzielić z punktu widzenia aspektu bodźca, który wywołuje efekt:
– poprzedzanie percepcyjne
– poprzedzanie semantyczne
Efekt poprzedzania można podzielić też ze względu na konsekwencje, jakie wywołuje:
– poprzedzanie pozytywne (torowanie) ma miejsce wówczas, kiedy wcześniejsza ekspozycja danego bodźca ułatwia wykonywanie jakiegoś zadania, czynności, choćby poprzez zmniejszenie czasu reakcji
– poprzedzanie negatywne ma miejsce wówczas, kiedy wcześniejsza ekspozycja bodźca utrudnia wykonywanie danego zadania, czynności, choćby poprzez wydłużenie czasu reakcji
  - Proste warunkowanie klasyczne (ang. classical conditioning) – to również nie jest w rzeczywistości system pamięci, tylko procedura doświadczalna w badaniach psychologicznych, jak i w badaniach nad uczeniem się zwierząt, ukazująca pewne zjawisko. Istotne jest, że do systemu pamięci niedeklaratywnej zalicza się wyłącznie najprostsze formy warunkowania klasycznego, tj. procedury warunkowania lęku[10] i warunkowania odruchu na mrugnięcie[11], które to procesy na poziomie neurofizjologicznym zachodzą bez udziału hipokampa. Bardziej złożone formy warunkowania klasycznego wymagają już udziału hipokampa, więc wówczas zalicza się je do systemu pamięci deklaratywnej.
  - Uczenie się nieasocjacyjne (ang. nonassosiative learning), tj. habituacja i sensytyzacja – w tym przypadku również trudno mówić o rzeczywistym systemie pamięci, niemniej jednak takie zjawiska istnieją i można je traktować jako przykład zjawisk z zakresu pamięci innej, niż deklaratywna.

### Myślenie
Niektórzy autorzy skłonni są traktować myślenie (ang. thinking) bardzo szeroko, właściwie jako synonim wszelkich procesów złożonych. Inni autorzy mogą traktować myślenie inaczej. Wówczas wyodrębnia się wąskie kategorie procesów złożonych, jakie można traktować podobnie, jak poszczególne kategorie procesów elementarnych. Pojęcie „myślenia” staje się wtedy pojęciem nadrzędnym i bardzo ogólnym. W tym opracowaniu postanowiono wyodrębnić temat myślenia jako takiego od wąskich kategorii złożonych procesów poznawczych i opisać je w oddzielnych sekcjach artykułu (aby zachować przejrzystość tekstu).
Pojęcie „myślenie” jest wieloznaczne i różnie definiowane. Przykładowo, jedna z definicji stwierdza, że myślenie to „każda operacja umysłowa, która wiąże dwa lub więcej bitów informacji jawnie (jak w obliczeniach arytmetycznych) lub niejawnie (jak w formułowaniu sądu, że coś jest złe, czy pozostaje w relacji do czegoś)”. Najczęściej definicje myślenia formułuje się ogólnie, wskazując na najbardziej charakterystyczną cechę tego typu procesów. Cechą taką jest zaś to, że myślenie ma na celu tworzenie modelu rzeczywistości po to, by dokonywać różnych operacji i przekształceń na tym modelu, a nie na realnej rzeczywistości. Takie rozumienie myślenia pochodzi od Kennetha Jamesa Williamsa Craika, który w roku 1943 opublikował książkę z teorią o tworzeniu przez umysł modeli rzeczywistości. Jedna z takich definicji zgrabnie stwierdza, że myślenie to „proces łączenia elementów poznawczej reprezentacji świata w dłuższe ciągi, zastępujące realne, obserwowalne zachowanie w rzeczywistym świecie fizycznym lub społecznym, uwalniając nas od konieczności ponoszenia natychmiastowych skutków naszych działań” – „myślenie jest substytutem działania”. W niektórych podręcznikach można spotkać jeszcze bardziej skonkretyzowane przedstawienie problemu, w którym myślenie traktowane jest jako operowanie na strukturach (reprezentacjach poznawczych w postaci pojęć, wyobrażeń, zdań) w celu rozwiązywania problemów – myślenie jest utożsamione z rozwiązywaniem problemów, wnioskowaniem, rozumowaniem dedukcyjnym, indukcyjnym, stosowaniem różnego rodzaju heurystyk itd. Niektórzy uczeni jednak skłonni są stwierdzić, że dochodzenie do konkluzji, rozwiązywanie problemów, stanowi jedynie szczególną postać procesów myślenia (zob. klasyfikacja poniżej). Warto jeszcze wspomnieć o tym, że istnieją też koncepcje dotyczące myślenia a pochodzące z innego nurtu teoretycznego niż psychologia poznawcza. Wówczas wyróżnia się myślenie logiczne, konkretne, abstrakcyjne, formalne, postformalne itd. Zasadniczo jednak można również dokonać ogólnego podziału procesów myślenia, mającego na celu bardziej uporządkowanie zagadnień, a nie konkretną koncepcję:
1. myślenie autystyczne – niesłużące jakiemuś konkretnemu celowi
2. myślenie realistyczne – podporządkowane jakiemuś określonemu celowi (np. rozwiązaniu problemu)
  - reproduktywne – kiedy przebieg procesu myślowego i jego efekt nie jest niczym nowym dla danej jednostki, kiedy ma miejsce odtworzenie już znanych operacji intelektualnych
  - produktywne – kiedy przebieg procesu myślowego bądź jego efekt jest czymś nowym dla jednostki
a) twórcze – kiedy myślenie produktywne jest czymś nowym nie tylko dla jednostki, ale też jest czymś nowym z perspektywy społecznej danego okresu historycznego. Warto zauważyć, że myślenie twórcze nie musi być traktowane jako kategoria myślenia produktywnego, ale także jako oddzielna kategoria myślenia w ogóle, która mogłaby dotyczyć procesu myślowego wiążącego różne aspekty myślenia, np. myślenie autystyczne z produktywnym.
b) odtwórcze – kiedy myślenie produktywne nie spełnia kryteriów myślenia twórczego w takim sensie, jak to przedstawiono powyżej
  - krytyczne – kiedy proces myślowy nie zmierza ani do powtórzenia znanych operacji, ani do wytworzenia czegoś nowego, ale ma na celu ocenę aktywności intelektualnej. Zapewne można taką postać myślenia określić również mianem „metamyślenia” – a więc myślenia o myśleniu.

### Inne złożone procesy poznawcze
Złożone procesy poznawcze (ang. higher-order cognition) w znaczeniu ogólnym to przede wszystkim myślenie i język, o czym czytelnik powinien pamiętać. Myślenie jednak jest pojęciem bardzo ogólnym i może obejmować również i konkretne kategorie procesów złożonych, które co prawda można traktować jako szczególne formy myślenia, ale można je także traktować względnie niezależnie. Takimi kategoriami są m.in.:
- wykonywanie obliczeń i operacji arytmetycznych (ang. computations)
- abstrahowanie (ang. abstracting) – wyróżnianie, identyfikowanie w grupie pewnej liczby jakiś obiektów pewnych wspólnych cech i pomijanie innych cech.
- tworzenie pojęć (ang. concept formation) – rozwijanie zdolności do odpowiedniego reagowania na podobne cechy i kategorie obiektów i zdarzeń; tworzenie reprezentacji poznawczej za pomocą abstrahowania itp.
- formułowanie sądów (ang. judgment) – wydawanie twierdzeń „na temat pewnego stanu rzeczy, np. przynależności obiektu do określonej kategorii, posiadania przez obiekt jakiejś cechy”[16]
- podejmowanie decyzji (ang. decision-making) – w sytuacji wyboru przynajmniej dwóch opcji, wybranie jednej z nich, co nie jest równoznaczne z podjęciem działania
- organizowanie i planowanie (ang. organizing, planing)
- rozwiązywanie problemów (ang. problem solving) – „aktywność ukierunkowana na zredukowanie rozbieżności pomiędzy stanem aktualnym a pożądanym, polegająca na realizacji zaplanowanej sekwencji operacji poznawczych”[17]

### Język
Język tradycyjnie definiuje się poprzez stwierdzenie, że jest to system kodujący znaczenia za pomocą symboli i zasad operowania nimi. Funkcje językowe można traktować w dwóch perspektywach:
1. System komunikacji międzyludzkiej
2. System reprezentowania znaczeń wspomagający procesy poznawcze, zarówno elementarne, jak i złożone, a także funkcje wykonawcze.

### Kontrola poznawcza i funkcje wykonawcze
Kontrola poznawcza (ang. cognitive control) jest pojęciem pochodzącym z klasycznie rozumianej psychologii poznawczej i z badań prowadzonych na osobach zdrowych. Odnosi się do zdolności kontrolowania i nadzorowania przebiegu procesów poznawczych, organizowania aktywności umysłowej. Niektóre podręczniki w ogóle nie omawiają tej tematyki. Natomiast inne opisują pojęcie „kontroli poznawczej” jako nadrzędne, zaś zagadnienia z nim związane porządkują w zakresie trzech kategorii:
1. Automatyzacja (ang. automatization) – zagadnienie to dzieli czynności – czy to procesy poznawcze, czy reakcje i zachowania – na realizowane w sposób kontrolowany i realizowane w sposób zautomatyzowany, pozbawiony kontroli. Procesy kontrolowane charakteryzują się tym, że wymagają koncentracji uwagi i dużych ilości zasobów uwagowych, co czyni z nich aktywność wysiłkową. Jeżeli kontrolowana czynność jest złożona, wymaga nadzorowania przebiegu każdego z kolejnych etapów. Zarazem też czynność kontrolowana może podlegać dowolnym zmianom i modyfikacjom, może zostać przerwana w dowolnym momencie. Procesy zautomatyzowane natomiast nie wymagają dużych zasobów uwagowych ani koncentracji uwagi, są więc bezwysiłkowe dla systemu poznawczego, wykonywane są jednakże w sposób całościowy – raczej nie można ich zmodyfikować, ani zatrzymać w dowolnym momencie. W tym celu potrzeba je ponownie objąć kontrolą poznawczą. W pewnym sensie można powiedzieć, że procesy kontrolowane to procesy kontrolowane w sposób świadomy, zaś procesy zautomatyzowane są wykonywane jako czynności nieuświadamiane, lub uświadamiane tylko częściowo, np. jako zdawanie sobie sprawy z ich istnienia, czy też uświadomienie sobie efektu takiej czynności, czy procesu. Niemniej jednak uczeni starają się tutaj unikać pojęcia „świadomość” i związanych z nim konotacji. Przykładem może być tutaj prowadzenie samochodu: początkowo, podczas nauki jazdy, jest to czynność w pełni kontrolowana, z czasem jednak ulega stopniowej automatyzacji tak, że prowadząc samochód, kierowca przestaje zastanawiać się nad podjęciem kolejnych działań, i może zajmować się równocześnie rozmową z pasażerem, słuchaniem radia (np. komunikatów o korkach) itd. Zagadnienia automatyzacji można także traktować jako zagadnienia uczenia się, jako nabywanie stopniowej wprawy w wykonywaniu jakiejś czynności w systemie pamięci proceduralnej.
2. Hamowanie (ang. inhibition) – zdolność systemu poznawczego do konkretnej ingerencji w przebieg aktualnie wykonywanej czynności poprzez powstrzymanie się od reagowania w sposób niewłaściwy, czy też zignorowanie informacji nieistotnych. Można wyróżnić przynajmniej kilka kategorii hamowania, zależnie od koncepcji teoretycznej:
  - hamowanie dominującej reakcji – sytuacja, w jakiej organizm musi się powstrzymać od wykonania automatycznej i niejako „w naturalny sposób” nasuwającej się reakcji w danej sytuacji, zazwyczaj po to, aby wykonać inną reakcję, mniej typową. Przykładem może być klasyczny efekt Stroopa.
  - odporność na dystrakcję (ang. resistance to distraction) – umiejętność zogniskowania uwagi i stosownego reagowania w związku z pewną określoną informacją, przy ignorowaniu innych, „przeszkadzających” informacji, które mogą sugerować podejmowanie odmiennych reakcji. W sytuacji niskiej odporności na dystrakcję można mówić o rozpraszalności uwagi, kiedy to kolejne informacje pojawiające się w otoczeniu zajmują uwagę selektywną i prowadzą do niemożności wykonania bieżącej aktywności.
  - hamowanie powrotu (ang. inhibiton of return) – sytuacja, w jakiej organizm nie pozwala na wrócenie ogniska uwagi w miejsce, w jakim był obecny poprzedni bodziec. Pojęcie to odnosi się do szczegółowej sytuacji eksperymentalnej, zazwyczaj związanej z uwagą i percepcją wzrokową, i ruchami sakkadowymi oka, stanowiąc raczej paradygmat metodologiczny niż proces poznawczy w ogólniejszym znaczeniu.
  - odporność na interferencję proaktywną (ang. resistance to proactive interference) – umiejętność przeciwdziałania skutkom „odpamiętania” jakiejś informacji polegającym na utrudnieniu dostępu do pamięci innej informacji. Niekiedy używa się tutaj określenia, że „odpamiętanie” jakiejś informacji podnosi poziom aktywacji tej informacji i jej znaczenia semantycznego. Przykładowo, aktywacja określonej kategorii semantycznej, np. zapamiętywanie i „odpamiętywanie” listy słów będących nazwami warzyw, ułatwia „odpamiętywanie” informacji związanej z tą kategorią (warzywa) a utrudnia „odpamiętywanie” informacji związanej z inną kategorią, co właśnie wyjaśnia się „poziomem aktywacji” tej kategorii.
3. Funkcje wykonawcze (ang. executive functions) – są to konkretne procesy kontroli poznawczej, mające odpowiadać za najbardziej złożone, świadome i inteligentne reakcje organizmu. Ze względu na złożoność tego zagadnienia, zostanie ono przedstawione w odrębnym akapicie.

Funkcje wykonawcze są ściśle związane z neuropsychologią i często wyjaśniane poprzez opis funkcjonowania człowieka z zaburzeniami tych funkcji, wynikającymi z uszkodzenia płatów czołowych mózgu (tzw. zespół czołowy). Z takiej perspektywy można stwierdzić, że jedną z ról tych funkcji jest inicjowanie aktywności celowej, ponieważ przy niektórych uszkodzeniach płatów czołowych osoby chore pozostają bierne, nie podejmują aktywności celowej i nie można tego wytłumaczyć zaburzeniami psychicznymi, takimi jak np. depresja, ani neurologicznymi, takimi jak paraliż, czy niedowład. Inną rolą jest z kolei przyjmowanie postawy logicznej i adekwatnej do sytuacji, ponieważ przy niektórych uszkodzeniach płatów czołowych osoby chore ignorują normy moralne i społeczne, dążą do natychmiastowego zaspokajania swoich potrzeb bez względu na konsekwencje itp. Z tego też powodu zwykło się definiować funkcje wykonawcze jako taki mechanizm poznawczy, który zapewnia organizmowi skuteczne realizowanie aktywności celowej, intencjonalnej i wolicjonalnej. Niektórzy autorzy starają się odróżniać funkcje wykonawcze od innych procesów poznawczych, zwracając uwagę na to, że podczas gdy tradycyjnie rozumiane procesy poznawcze związane są np. z ilościowym aspektem przetwarzania informacji, czy też z tworzeniem wiedzy, poznawaniem otoczenia, to funkcje wykonawcze wiążą się z wykonywaniem czynności, z kwestią co, kiedy, jak i czy w ogóle ma zostać wykonane, czy też zrealizowane. Ponieważ obecnie nie istnieje jedna, ogólna koncepcja funkcji wykonawczych, ani nawet ogólnie przyjęta, spójna i jednoznaczna definicja, istnieje wiele różnych podejść i koncepcji, co czyni to zagadnienie dość złożonym. Na ogół panuje zgoda wśród uczonych, że takie funkcje istnieją, że tworzą jakiś system kontroli, planowania i organizowania procesów poznawczych (jak i zachowań), lecz nie jest jasne, jakie konkretnie są to procesy i z tej perspektywy różni autorzy wymieniają przeróżne procesy, utożsamiając je z funkcjami wykonawczymi. Co więcej, istnieje wiele danych pokazujących, że to, co zazwyczaj uważa się za funkcje wykonawcze, nie jest wyłącznie domeną płatów czołowych. Zagadnienia i procesy utożsamiane z funkcjami wykonawczymi:
- hamowanie
- przerzutność uwagi i zdolność do przełączania się między alternatywnymi sposobami reagowania, jak też w ogóle mechanizmy sterujące uwagą
- odraczanie reakcji (ang. delay of responding)
- planowanie i organizowanie w rozumieniu szerokim, jak np. planowanie wakacji, jak i węższym, np. organizowanie sekwencji reakcji motorycznych składających się na bardziej złożoną czynność (tzw. programowanie ruchowe)
- giętkość, czy też płynność poznawcza (ang. cognitive flexibility)
- samokontrola (ang. self-control) i kontrola emocjonalna
- tworzenie pojęć i myślenie abstrakcyjne, jak też abstrahowanie, kategoryzowanie itp.
- zagadnienia związane z tzw. centralnym wykonawcą (ang. central executive) w koncepcji pamięci roboczej
- procesy przeszukiwania pamięci w celu wydobycia informacji w mechanizmie przypominania i wspomagające zapamiętywanie, organizujące materiał pamięciowy we właściwym uporządkowaniu czasowym i przestrzennym, na co wskazują wyniki badań neuroobrazowych (pokazujących związek płatów czołowych w procesach zapamiętywania i odpamiętywania[20]) i neuropsychologicznych (dokumentujące zaburzenia uporządkowania pamiętanych informacji w czasie, zaburzenia swobodnego przypominania przy braku bądź zdecydowanie mniejszym nasileniu zaburzeń przypominania z podpowiedzią i rozpoznawania po uszkodzeniach płatów czołowych[7][19][21]).

### Funkcje ekspresyjne
Funkcje ekspresyjne, „takie jak mówienie, rysowanie lub pisanie, manipulowanie, gesty, ekspresja twarzy lub ruch, tworzą sumę obserwowalnego zachowania. Na ich podstawie wnioskuje się o aktywności umysłowej”. W tradycyjnej psychologii poznawczej część z tych funkcji w ogóle się nie omawia, ponieważ niewątpliwie stanowią wynik aktywności wielu procesów poznawczych, niekoniecznie będąc samemu procesami poznawczymi. Do tych funkcji zalicza się:
1. praksja (ang. praxic functions) – zdolność do wykonywania złożonych ruchów-czynności celowych, które są dobrze wyuczone; także zdolność do wykonywania gestów, precyzyjnych ruchów manipulacyjnych, czy naśladowczych. Wyodrębnianie tej kategorii ma większe znaczenie w klinicznych działach psychologii niż stricte w psychologii poznawczej. Praksja nie jest tożsama z funkcjami wykonawczymi, chociaż niewątpliwie od nich zależy.
2. funkcje konstrukcyjne (ang. constructional functions) – zachowania polegające na rysowaniu, układaniu, montowaniu itp., w mniejszym stopniu zależne od praksji, w większym stopniu związane z orientacją przestrzenną i innymi aspektami percepcji, jak i z funkcjami wykonawczymi. Niekiedy stosuje się określenie „funkcje wzrokowo-konstrukcyjne”, czy też mniej ścisłe „funkcje wzrokowo-przestrzenne”. Ten ostatni termin jest jednak mylący, bowiem nie wspomina o czynniku konstrukcyjnym, jaki jest nierozerwalnie związany z tą kategorią procesów, reakcji i wytworów. Wyodrębnianie tej kategorii ma większe znaczenie w klinicznych działach psychologii niż stricte w psychologii poznawczej.
3. mowa (ang. speech), pisanie i czytanie – które to funkcje należą również do kategorii funkcji językowych, jednakże są również funkcjami ekspresyjnymi.